# クシャーナ朝

クシャーナ朝

クシャーナ朝（クシャーナちょう、英: Kushan、中: 貴霜）は、中央アジアから北インドにかけて、1世紀から3世紀頃まで栄えたイラン系の王朝である。日本語表記は一定せず、クシャナ朝、クシャーン朝、クシャン朝とも呼ばれる。

## 歴史

### 大月氏
紀元前2世紀、匈奴に圧迫されて移動を開始した遊牧民の月氏は、中央アジアのバクトリアに定着した。これを大月氏と呼ぶ。『漢書』西域伝によれば、大月氏は休密翕侯・貴霜翕侯・雙靡翕侯・肸頓翕侯・高附翕侯の五翕侯を置いて分割統治したという。それから100余年後、五翕侯のうちの貴霜翕侯（クシャンきゅうこう）が強盛となり、他の四翕侯を滅ぼして貴霜王と称すようになった。
大月氏の諸侯はそれぞれコインを発行していたが、貴霜翕侯が発行したコインは他の諸侯の発行したコインに比べ数も多く、大型のコインは貴霜翕侯の物しか鋳造されなかった。

### クシャーナ朝の成立

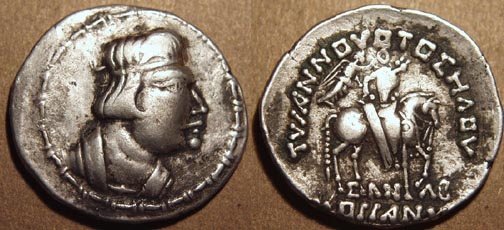
ヘライオスのコイン。表には彼の横顔が描かれ、裏にはギリシャ文字で“ΤΥΡΑΝΝΟΥΟΤΟΣ ΗΛΟΥ - ΣΑΝΑΒ ΚΟϷϷΑΝΟΥ”「僭主ヘライオス、コシャンのサナブ」とある。

貴霜翕侯の存在を示す最も古い証拠はヘライオス（英語：Heraios）と言う名の支配者が発行したコインである。これには「クシャーナ」の名と共に彼の名前が刻まれている。しかし年代の確定や解釈などについては諸説紛々たる状態であり、このクシャーナ「最初」の支配者についての具体像は全くわかっていない。1世紀初頭から半ばにかけて、貴霜翕侯はクジュラ・カドフィセス（中：丘就卻）の下で他の四翕侯を全て征服して王を号したと『後漢書』西域伝には記されており、一般にこれをもってクシャーナ朝の成立と見なされる。また、クシャーナ朝は大月氏の一派であるとも、土着のイラン系有力者であるともいわれる。
クジュラ・カドフィセスはカーブル（高附）を支配していたギリシア人の王ヘルマエウス（またはヘルマイオス）と同盟を結び共同統治者となったが、やがてヘルマエウスを倒してカブールの支配権を単独で握った。さらに濮達（ぼくたつ）と罽賓（けいひん：ガンダーラ）を征服しパルティア領（インド・パルティア王国）の一部をも征服した。当時この地域で勢力を持っていたのはインド・パルティア王国の王ゴンドファルネスであったが、クジュラ・カドフィセスは彼と争ったか、もしくは彼の死（50年頃？）による同王国の弱体化に乗じてその領土の征服を行ったと言われている。いずれにせよ、クジュラ・カドフィセスのコインにはゴンドファルネスなどインド・パルティア王が発行したコインに重ねて打刻したものが見られることから、クジュラ・カドフィセスとゴンドファルネスや、彼の後継者アブダガセス1世などがほぼ同時代を生きていたのは確実である。
クジュラ・カドフィセスの子のヴィマ・タクトと、ヴィマ・タクトの子のヴィマ・カドフィセスは、北西インドの征服に成功した（北西インド征服時にはまだクジュラ・カドフィセスが生きていたという説もある）。最近の研究では、ヴィマ・タクトの時代に、北西インドと中央インドの一部、そしてバクトリア北部がクシャーナ朝の支配下に入ったといわれている。ヴィマ・タクトとヴィマ・カドフィセスは北側からバクトリアに通じる交通の要衝に関門と要塞を多数構築し、大国としてのクシャーナ朝の基盤を構築した。そしてバクトリア地方の防御のためにカラルラングと呼ばれる特殊な地位を持った総督が配置された。『後漢書』によれば、クシャーナ朝は北西インドの統治のために将軍が置かれたとあるが、この将軍とは後に西クシャトラパをはじめとした独立勢力を構築することになるクシャトラパであると考えられる。
ヴィマ・タクトはその支配領域に統一したコインを発行した。彼のコインにはギリシア語で「ソテル・メガス（偉大なる救済者）」と言う称号が刻まれている。クジュラ・カドフィセスのコインが各地の古い支配者が発行したコインをまねたものであったのに対し、ヴィマ・タクトによる新式のコイン導入は一体性を持った帝国としてのクシャーナ朝が確立していったことを暗示する。

### カニシカ王と後継者

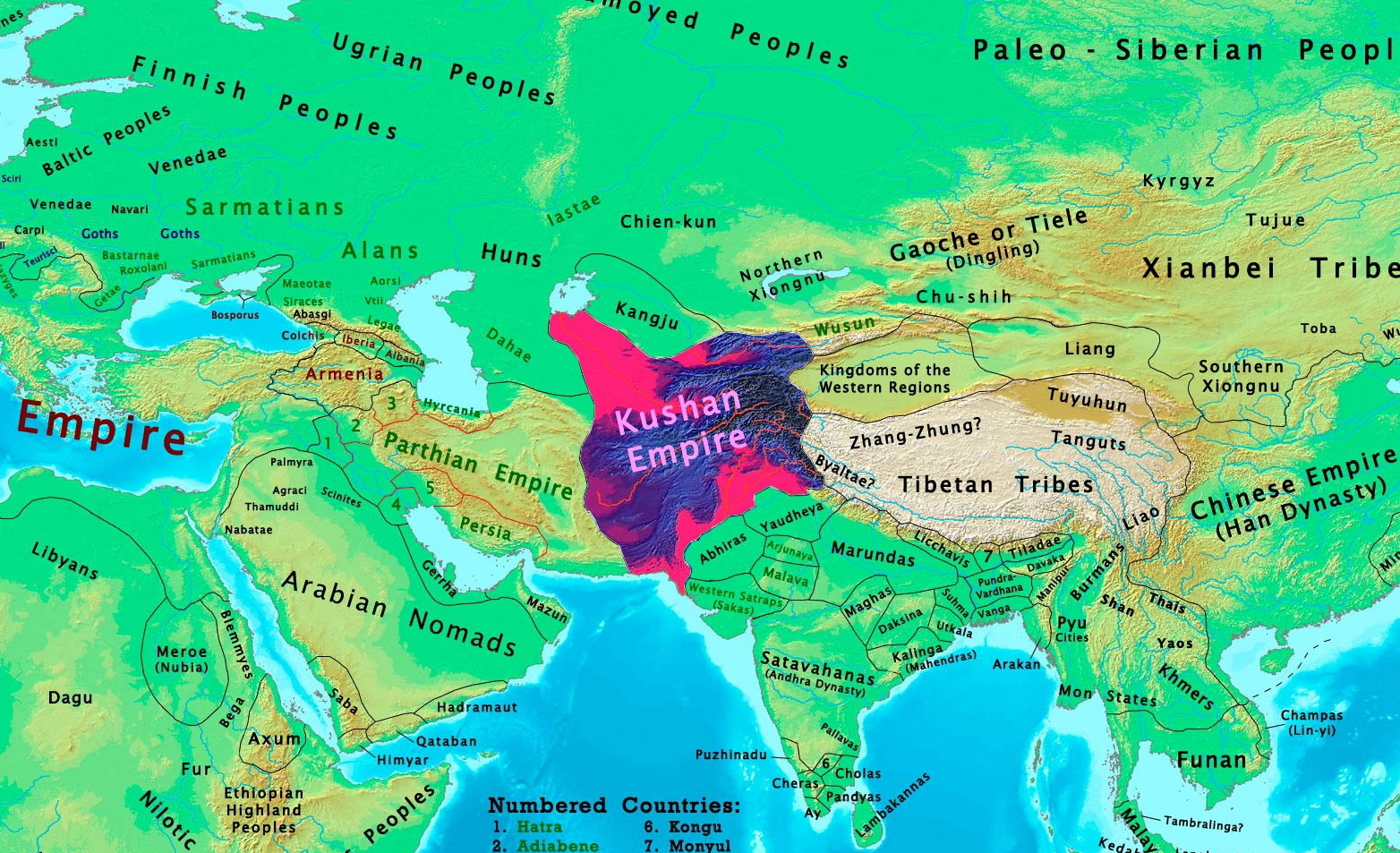
200年頃のクシャーナ朝

ヴィマ・カドフィセスの息子（異説あり、王朝交代説を参照）カニシカ1世の時（2世紀半ば）、クシャーナ朝は全盛期を迎えた。都がプルシャプラ（現在のペシャーワル）におかれ、独自の暦（カニシカ紀元）が制定された。
カニシカはインドの更に東へと進み、パータリプトラやネパールのカトマンズの近辺にまで勢力を拡大した。また、カニシカの発行したコインはベンガル地方からも発見されているが、これを征服の痕跡と見なせるかどうかは定かではない。ともかくも、こうしたインド方面での勢力拡大にあわせ、ガンジス川上流の都市マトゥラーが副都と言える政治的位置づけを得た。
カニシカはその治世の間に仏教に帰依するようになり、これを厚く保護した。このためクシャーナ朝の支配した領域、特にガンダーラなどを中心に仏教美術の黄金時代が形成された（ガンダーラ美術）。この時代に史上初めて仏像も登場している。
軍事的にも文化的にも隆盛を誇ったカニシカ王の跡を継いだのは、おそらくカニシカの息子であろうと言われているヴァーシシカ王である。しかし、ヴァーシシカ王以後、クシャーナ朝に関する記録は極めて乏しい。ヴァーシシカは最低でも4年間は王位にあったことが碑文の記録からわかるが、その治世がいつ頃まで続いたのか全くわかっていない。
ヴァーシシカに続いて、やはりカニシカ王の息子であると考えられているフヴィシカが王位についた。フヴィシカ王は40年前後にわたって王位にあったことが知られている。フヴィシカに関する碑文などがかなり広範囲から見つかっており、カニシカ王の死後は記録が乏しいとはいえ、クシャーナ朝自体は強勢を維持していたと考えられる。
3世紀頃、フヴィシカの跡を継いでヴァースデーヴァ（バゾデオス、ΒΑΖΟΔΗΟΣ、波調）が王位についた。彼の治世に、三国時代の魏に使者を派遣した記録が残されている。ヴァースデーヴァというインド風の王名は、この時期のクシャーナ朝が極めて強くインド化していたことを示す。貨幣などの図案にも、インド土着の様式が強く現れるようになっている。
ヴァースデーヴァはサーサーン朝の王シャープール1世と戦って完全な敗北を喫した。以後クシャーナ朝はインドにおける支配権を失い、残された領土はサーサーン朝に次々と制圧された。クシャーナ朝はなおもカブール王として存続していたが、ヴァースデーヴァ2世（276年 - 293年）の時代にはサーサーン朝の支配下に置かれるようになった。
クシャーナ朝の旧領土はサーサーン朝の支配下においては「クシャーン・シャー」（クシャーナ王）と称するサーサーン朝の王族によって統治された。これは通例クシャーノ・サーサーン朝（クシャノササン朝）と呼ばれる。クシャーノ・サーサーン朝が発行したコインなどはサーサーン朝様式よりもクシャーナ朝の様式に近く、おそらくは多くの面においてクシャーナ朝の要素を継承したと考えられる。このようにクシャーナ朝の権威は滅亡した後も長く現地に残ったのであった。

## 文化

### 王号
クシャーナ朝はユーラシア大陸の中央部の広い領域を支配したため、各地の文化の大きな影響を受けた。その文化は包容的、融合的性格を持ったといわれており、特にその特徴は王の称号に現れている。
例えばカニシカ王の残した碑文の中には「シャーヒ、ムローダ、マハーラージャ、ラージャティラージャ、デーヴァプトラ、カイサラなるカニシカ」と記す物がある。これはカニシカが使用した称号を羅列したものであるが、
- シャーヒ（Shahi）は月氏で昔から用いられた王の称号である。
- ムローダ（Muroda）はサカ人たちの首長を表す語である。
- マハーラージャ（Maharaja）はインドで広く使われた称号であり大王を意味する。
- ラージャティラージャ（Rajatiraja）は「諸王の王」（シャーハンシャー）というイラン地方の伝統的な帝王の称号をサンスクリット語に訳したものである。
- デーヴァプトラ（Devaputra）はデーヴァ（神、漢訳では天と訳される）とプトラ（子）の合成語であって中華皇帝が用いた称号「天子」をサンスクリット語に訳したものである。
- カイサラ（Kaisara）はラテン語のカエサル（Caesar）から来たもので、ローマ皇帝の称号の一つである。

カニシカ王に限らず、クシャーナ朝の王たちは世界各地の王の称号を合わせて名乗ることを好んだ。
近年、アフガニスタンで発見されたダシュテ・ナーウル碑文やラバータク碑文などのバクトリア語資料において、ヴィマ・タクトやカニシカは ÞΑΟΝΑΝΟ ÞΑΟ （シャーウナーヌ・シャーウ）と称しており、アケメネス朝やアルサケス朝・サーサーン朝など他のイラン系の王朝と同じく、「諸王（ÞΑΟΝΑΝΟ シャーウナーヌ）」の「王（ÞΑΟ シャーウ）」（シャーハーン・シャー）を名乗っていたことも判明している。

### 美術
カニシカ王のとき、あつく仏教を保護したため、仏教芸術が発達した（ただし、王家の間ではゾロアスター教などイランの宗教も崇拝されていた）。プルシャプラを中心とするガンダーラで興ったため、ガンダーラ美術と呼ばれる。
この隆盛を極めたガンダーラ美術の成果の中でも最も重要なものは仏像の登場である。従来の仏教美術において仏陀の姿を表現することは意識的に回避されてきた。仏教説話を表現する際、仏陀は法輪や仏塔・仏足跡などで象徴的に表されるだけであったが、クシャーナ朝支配下のガンダーラとマトゥラーにおいてついに、仏陀を人間の姿で表す仏像が誕生したのである。マトゥラーではガンダーラの仏像とはやや赴きを異にする仏像が多数制作されている。
ガンダーラやマトゥラーなど、当時クシャーナ朝が支配した領域で広く仏像が制作され始めたことは、仏像の誕生にクシャーナ人自体も深く関わっていたことを示唆する。なお、ガンダーラとマトゥラーのどちらで先に仏像の制作が始まったのかはわかっていない。

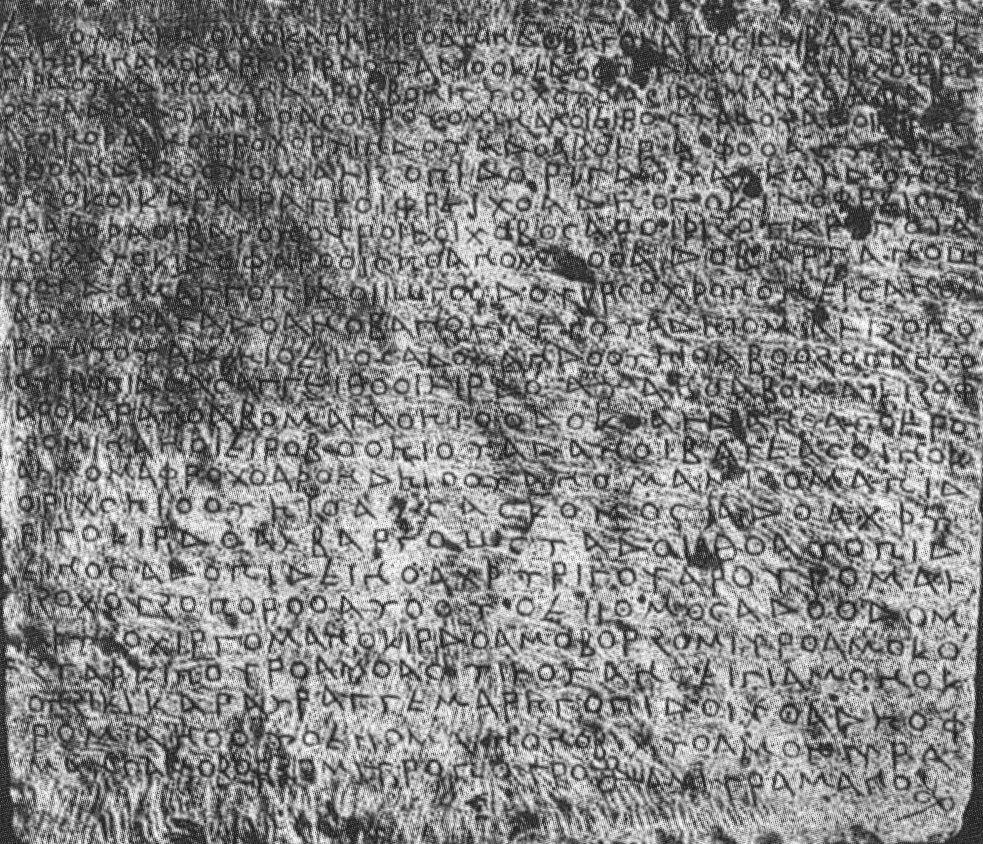
スルフ・コタル出土のバクトリア語碑文（1957年発掘）

### 言語
クシャーナ人の使用した言語は、中期イラン語で東イラン語に属すと考えられるバクトリア語である。アラム系文字で筆記される場合が多いイラン語としては唯一ギリシア文字系で筆記された。既存のギリシア文字24個に加え、アイスランド語の「Þ」に形状の似た[š]の音価を持つ文字を加えた25字が用いられた。現在残されている最古の資料はクジュラ・カドフィセスの子と目されるヴィマ・タクト王の銘になる碑文である。つい最近までバクトリア語の研究は貨幣研究と1957年にスルフ・コタルで出土したカニシカ王碑文など若干の碑文以外に資料が無く、ほとんど謎の言語であったが、近年アフガニスタンで碑刻資料と皮革書簡文書が大量に発見されたことによって飛躍的に解明が進んだ。

特に、ラバータク碑文は1200字余20数行に渡る現存ではもっとも長いバクトリア語碑文で、クジュラ・カドフィセス、ヴィマ・タクト、ヴィマ・カドフィセス、カニシカに至る4代の王名が列挙され、カニシカの命令が、
と、クシャーン朝の制度やこの時代のインド史を知る上で極めて重要な内容が書かれている。また、碑文の書式もアケメネス朝の古代ペルシア語による王碑文やサーサーン朝の王碑文などとの共通性が指摘されている。

### 碑文
- 『ダシュティ・ナウル碑文』（ギリシア語・バクトリア語・未知の言語）…ヴィマ・タクトゥの戦勝記念碑。1967年フランス隊が確認・解読。
- 『ディルベルジン碑文』（ギリシア文字／バクトリア語）…ヴィマ・タクトゥもしくはヴィマ・カドフィセスによる鑿井記念碑。1969年以降のソ連・アフガニスタン調査隊による発見。
- 『スルフ・コタル碑文SK-1』（ギリシア文字／バクトリア語）…カニシュカによる神殿建立記念碑。1952年 - 1965年フランス隊調査による発見。
- 『スルフ・コタル碑文SK-2』（ギリシア文字／バクトリア語）…ヴィマ・タクトゥもしくはヴィマ・カドフィセスによるもの。
- 『スルフ・コタル碑文SK-3』（ギリシア文字／バクトリア語）
- 『スルフ・コタル碑文SK-4』（ギリシア文字／バクトリア語） - フヴィシュカによる鑿井記念碑。
- 『アイルタム碑文』（ギリシア文字／バクトリア語） - フヴィシュカによる水道建設・神殿復旧記念碑。1979年ソ連が発見。
- 『ラバータク碑文』（ギリシア文字／バクトリア語） - カニシュカによる神殿建立記念碑。1993年発見。ニコラス・シムズ＝ウィリアムズが解読。

## 経済
クシャーナ朝の領土は、同時代に中央インドで繁栄を迎えてきたサータヴァーハナ朝などと同じく交易によって繁栄を迎えていた。かつてクシャーナ朝が北西インドを征服する以前、この地域の貨幣経済は衰退期を迎えていた。原因は知られていないが、北西インドでは銀が不足し、インド・パルティア人やサカ人の諸王朝が発行する銀貨は極度に品質の悪いものとなっていた。
しかし、クシャーナ朝が北西インドを支配した時代、すなわちヴィマ・タクトとヴィマ・カドフィセスの治世以降、彼らは盛んに金貨と銅貨を発行し、特に北西インドで作られた金貨は質・流通量ともに向上した。ローマやインドの商人によってローマやインドへ向けて絹・香料・宝石・染料などが輸出された。これらの商品はローマでは原価の百倍もの価格で売れ、代金として金がクシャーナ朝にもたらされた。
クシャーナ朝にとってローマとの貿易がいかに重要なものであったかは、彼らが発行した金貨の単位からもわかる。クシャーナ朝は金貨の単位をローマの金貨単位にリンクさせており、その金貨は正確にローマの2アウレウス分の重量を持っていた。さらにローマのデナリウスはディーナーラとして、その通貨単位がクシャーナ朝に取り入れられた。
※参考：オクタヴィアヌス時代のローマの通貨交換レート
- 1アウレウス（金貨） ＝ 25デナリウス（銀貨）
- 1デナリウス（銀貨） ＝ 4セステルティウス（黄銅貨）
- 1セステルティウス（黄銅貨） ＝ 4アス（青銅貨）

## クシャーナ史の論点

### 王朝交代説
クシャーナ朝の王統は長く貨幣銘文などによる断片的な記録に基づいて復元されており、不明点が多い。クシャーナ朝の王統復元について長く支持されてきた説がクジュラ・カドフィセスとヴィマカドフィセスの属する王朝と、カニシカ以後の王朝は別の王朝であるとする説、すなわちカニシカ王による王朝交代説である。
これはカニシカ以後、「カドフィセス」から「イシカ」系列に王名が切り替わっていることや、カニシカが独自の暦を定めていること、両カドフィセス王時代のコインではギリシア語の称号をギリシア文字で、プラークリット語の称号をカローシュティー文字で、併記する様式であったのに対し、カニシカ王以後はバクトリア語の称号をギリシア文字で記したものに変化していることなどを根拠としている。
これとあわせて、チベットの伝説にホータンの王子ヴィジャヤキールティが「カニカ」（Kanika）王とグザン（Guzan、おそらくはクシャン、クシャーナ）王とともにインド遠征を行ったというものがあること。漢訳仏典の中にカニシカがホータン出身であると解せるものがある。このことからカニシカが小月氏の出身であるとする説もある。
ところが近年新たにカニシカ王の碑文が解読され、クシャーナ朝の歴史について多くの新事実が明らかとなった。この碑文は1993年にアフガニスタンのラバータクで偶然発見されたもので、バクトリア語で記された1200字あまりの文書であり、クシャーナ朝時代のものとしては最も長文の記録の一つである（ラバータク碑文）。内容はこの地方のカラルラッゴ（総督）であったシャファロに対して、カニシカ王の祖先の彫像を納める神殿を建設することを命じたことが記録されたものであった。この結果、カニシカ王とそれ以前の王との間に血縁があったことが判明した。
この碑文の解読によって、曾祖父のクジュラ・カドフィセス、祖父のヴィマ・タクト、父のヴィマ・カドフィセス、そして碑文を作らせたカニシカの4名4世代の王統が判明した。特にヴィマ・タクトは従来全く知られていない王であったが、彼の存在が明らかになったことによって初期クシャーナ朝の歴史に本質的な修正がもたらされた。これまでクシャーナ朝時代に発行されたコインの中で、ソテル・メガスという称号のみが記されたタイプの物がクジュラ・カドフィセスによるものか、ヴィマ・カドフィセスによるものかが論じられてきたが、その多くはヴィマ・タクトのものであると考えられるようになり、クシャーナ朝の大幅な勢力拡大が彼の時代に行われた可能性も考えられている。

### 大月氏とクシャーナ朝
貴霜翕侯（クシャーナ族）が元々大月氏に属し、大月氏の他の翕侯を従えた後、クシャーナを国号として王と名乗ったという『後漢書』の記録や、伝統的な月氏の王の称号を用いたことからもわかるように、大月氏とクシャーナ朝は多分に連続性の強い政権であったと考えられる。
中国ではクシャーナ朝が権力を握った後も、その王を大月氏王と呼び続けた。『後漢書』には以下のようにある。
また、中国の三国時代にヴァースデーヴァ（波調）が魏に使節を派遣した際、魏はヴァースデーヴァに対し、「親魏大月氏王」の金印を贈っている。これは倭国の王卑弥呼に対するものと並んで、魏の時代に外国に送られた金印の例であることからよく知られているが、3世紀に入っても中国ではクシャーナ朝が大月氏と呼ばれていたことを示すものである。
しかし、大月氏とクシャーナ朝を同一のものと見なしていいかどうかにはさまざまな立場がある。ソグディアナやホラズム地方の大月氏系諸侯は、クシャーナ朝とは別に独立王国を形成していたことが知られており、これらの大月氏系諸国をクシャーナ朝が征服した痕跡は現在まで一切発見されていない。

## 歴代王
1. クジュラ・カドフィセス（カドフィセス1世 - 80年頃、『後漢書』によれば80歳以上まで生きた）
2. ヴィマ・タクト（1世紀後半）
3. ヴィマ・カドフィセス（カドフィセス2世、2世紀前半）
4. カニシカ1世（2世紀半ば）
5. ヴァーシシカ（2世紀半ば）
6. フヴィシカ（2世紀後半）
7. ヴァースデーヴァ（3世紀前半）
8. カニシカ2世（3世紀前半、一時ヴァースデーヴァと共同統治？）

→サーサーン朝の征服